# Liste des abbés de Steinfeld
Cet article recense par ordre chronologique les abbés successifs de l'abbaye de Steinfeld, située à Kall, en Allemagne. On compte en tout 5 chefs de communauté, puis 44 abbés (l'établissement monastique de Steinfeld n'est devenu abbaye qu'en 1184), jusqu'à la dissolution de 1802.

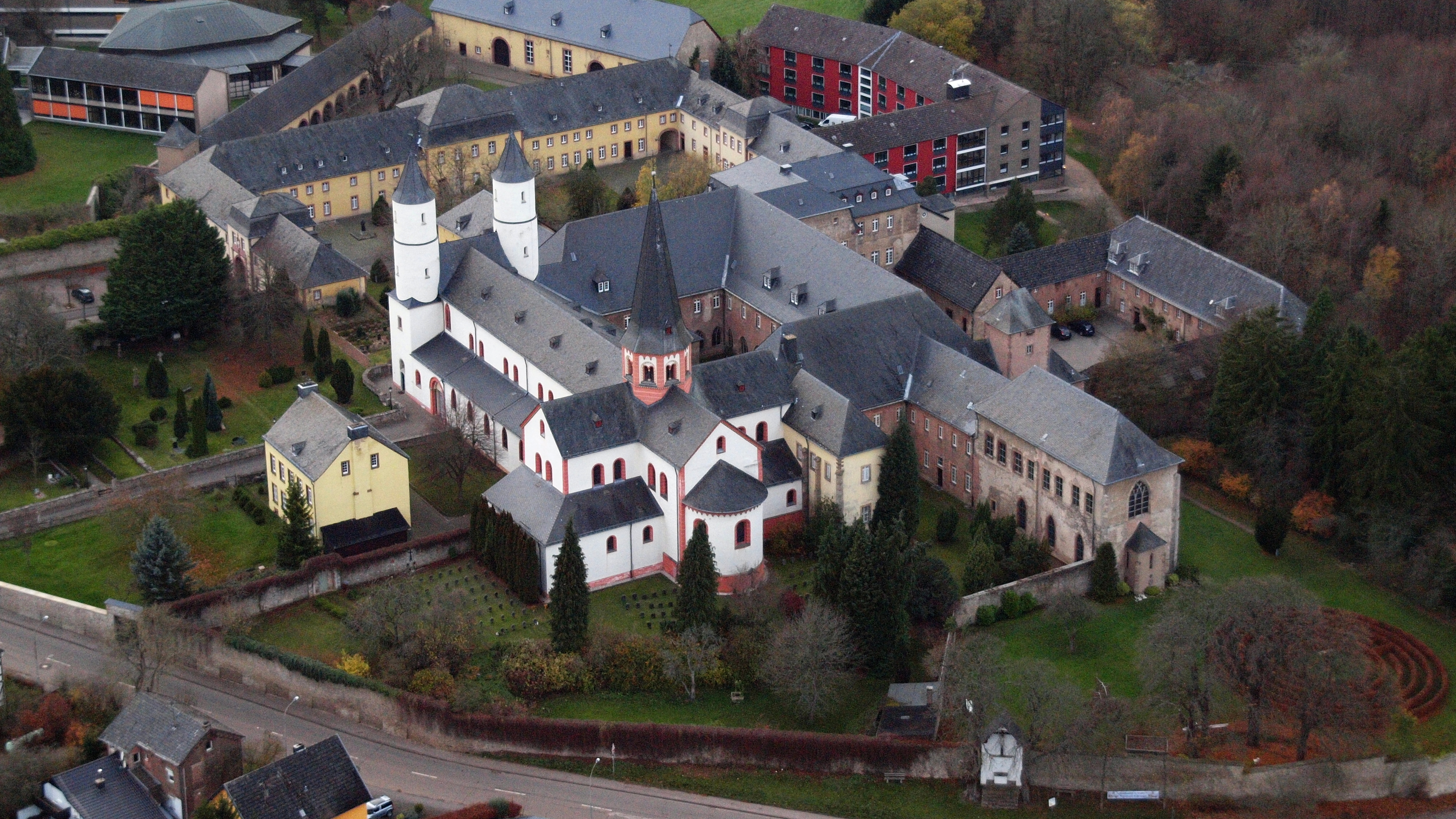
Vue aérienne de l'abbaye de Steinfeld

## Chefs de communauté
1. Eberwin de Helfenstein, 1121-1160
2. Ulrich de Steinfeld 1160-1170
3. Werner 1170-1178
4. Tezelin 1178
5. Hermann 1178-1184

## Abbés
1. Albert, abbé de 1184 à 1189
2. Erenfried, 1189-1208
3. Eberhard, 1208-1211
4. Makarius, 1211-1247
5. Gerhard, 1247-1248
6. Goswin, 1248-1252
7. Lambert, 1252-1258
8. Goswin II de Jülich, 1248–1272
9. Johann I. de Löwen, 1272–1279
10. Wimar, 1279-1298
11. Adolf de Dollendorf, 1298-1304
12. Friedrich, 1304-1334
13. Marsilius, 1334-1356
14. Winrich Rumschüttel, 1356-1362
15. Matthias de Fischenich, 1362-1366
16. Konrad, 1366-1369
17. Gerhard II de Höningen, 1369-1380
18. Gottfried de Bungenberg, 1381-1388
19. Gerhard III  de Wichterich, 1389-1412
20. Jakob I de Rützheim, 1412-1416
21. Christian I. de Zirn, 1417-1425
22. Wilhelm Herper de Wied, 1425-1439
23. Johann II. Buschelmann de Stammheim, 1439–1465
24. Christian II de Arnoldsweiler, 1465-1467
25. John III  d'Altena, 1468-1483
26. Reiner Hundt d'Euskirchen, 1484-1492
27. Jean IV de Düren, 1492-1501
28. Johann V. de Münstereifel, 1501-1509
29. Gottfried II. Kessel, 1509-1517
30. John VI  Schuys de Ahrweiler, 1517-1538
31. Simon Diefenbach de Hasselt, 1538-1540
32. Jacob II Panhausen d'Opoeteren, 1540-1582
33. Balthasar Panhausen, 1582-1606
34. Christophorus Pilckmann de Bonn, 1606-1630
35. Norbert Horrichem de Erp, 1630-1661
36. Johann VII de Lückerath, 1661-1680
37. Theodor Firmenich de Düren, 1680-1693
38. Michael Kuell de Zülpich, 1693-1732
39. Christian III. Steinheuer de Üdinghoven, 1732-1744
40. Jean VIII Begasse, 1744-1750
41. Gabriel Hilger de Hannebach (Adenau), 1750-1766
42. Everodus Claessen, 1767-1784
43. Felicius Adenau, 1784-1790
44. Gilbert Surges, 1790-1802

## Source
- (de) Cet article est partiellement ou en totalité issu de l’article de Wikipédia en allemand intitulé « Kloster Steinfeld » (voir la liste des auteurs).